# Debrene (obwód Dobricz)
Debrene (bułg. Дебрене) – wieś w Bułgarii, w obwodzie Dobricz, w gminie Dobriczka. Według danych szacunkowych Ujednoliconego Systemu Ewidencji Ludności oraz Usług Administracyjnych dla Ludności, 15 czerwca 2020 roku miejscowość liczyła 121 mieszkańców.

## Zabytki
We wsi znajduje się cerkiew „Św. Jerzego”, zbudowana w 1882 roku; jego budowa trwała 10 lat. Architektonicznie świątynia jest trójnawową bazyliką w stylu greckim.